# Philipp Müller (Politiker, 1811)
Philipp Heinrich Müller (* 19. April 1811 in Fulda; † 9. September 1890 in Amöneburg) war ein deutscher Kirchenvorsteher und Mitglied der kurhessischen Ständeversammlung. 

## Leben
Philipp Heinrich Müller war als Landdechant in Amöneburg tätig. In dieser Funktion war er Kirchenvorsteher eines Sprengels (evangelischer Kirchenkreis).
In den Jahren von 1863 bis 1866 war er für den Wahlbezirk Hünfeld-Land Mitglied der kurhessischen Ständeversammlung und stimmte am 15. Juni 1866 gegen den Antrag des Abgeordneten Edwin von Bischoffshausen, der mit einem Neutralitätsantrag das Land Hessen aus dem Deutschen Krieg heraushalten wollte.
1878 kandidierte Müller ohne Erfolg für den Reichstag.